# Port Edwards
Port Edwards est un village du comté de Wood, dans l'État du Wisconsin, aux États-Unis. En 2020, il comptait une population de 1 762 habitants.